# 苏联苏维埃代表大会
苏联苏维埃代表大会（Съезд Советов СССР）是1922年12月30日苏联成立至1938年1月12日间苏联的最高立法机关和权力机关，它的常设机关是苏联中央执行委员会。

## 历史
1917年十月革命爆发后，全俄罗斯苏维埃代表大会成立（其常设机关为全俄罗斯中央执行委员会），它是1917年-1922年间苏维埃俄国的最高立法机关和权力机关，1922年12月30日，苏联成立，苏联苏维埃代表大会取代全俄罗斯苏维埃代表大会成为苏联的最高权力机关与立法机关，全俄罗斯苏维埃代表大会则降级为俄罗斯苏维埃联邦社会主义共和国的立法机关。
苏联苏维埃代表大会的最高负责人称为苏联苏维埃代表大会主席团主席（Председателем Президиума всех восьми Всесоюзных съездов Советов）。
在苏联苏维埃代表大会闭会期间，由苏联中央执行委员会（由联盟苏维埃和民族苏维埃所组成）代行其权力。
1938年，苏联苏维埃代表大会被苏联最高苏维埃取代。
苏联苏维埃代表大会的职能如下：
- 在国际往来中代表苏联处理一切外交事务
- 与外国缔结条约
- 批准国际条约，宣战及媾和
- 领导对外贸易并确定国内贸易制度
- 变更联盟的疆界
- 处理关于各加盟共和国之间疆界变更的问题
- 缔结关于接受新共和国加入联盟的盟约
- 规定联盟整个国民经济的原则及总计划
- 批准苏联的统—国家预算
- 领导运输及邮电事务
- 确定统一的货币信贷制度
- 确定法院组织，诉讼程序以及联盟的民事和刑事立法原则
- 宣布联盟全境的大赦
- 废除各加盟共和国苏维埃代表大会及中央执行委员会与宪法相抵触的各项决定
- 组织和领导苏联武装力量等

按照苏联宪法规定，苏联苏维埃代表大会的例会应每年举行1次。实际上1922—1936年的14年间只举行过8次例会。

## 历次大会

### 第一次代表大会
第一次全联盟苏维埃代表大会是于1922年12月30日至在苏俄首都莫斯科的莫斯科大剧院召开的苏维埃代表大会。出席会议的有2215名代表（其中俄罗斯苏维埃联邦社会主义共和国1727名，乌克兰苏维埃社会主义共和国364名，外高加索社会主义联邦苏维埃共和国91名，白俄罗斯社会主义苏维埃共和国的33名）。加里宁当选为大会主席，因病缺席大会的列宁当选为大会名誉主席。大会通过了《苏联成立条约》，确认四国组成苏维埃社会主义共和国联盟并选举产生了苏联中央执行委员会。

### 第二次代表大会
第二次全苏联苏维埃代表大会是于1924年1月26日至2月2日在苏联首都莫斯科召开的苏维埃代表大会。期间1月27日至28日，因列宁的葬礼而休会。 2124名代表参加了代表大会，其中1540人有投票权。此次大会通过了《1924年苏联宪法》，决定永远保留列宁遗体建列宁墓，并将彼得格勒改名列宁格勒。

### 第三次代表大会
第三次全苏联苏维埃代表大会是于1925年5月13日至5月25日在苏联首都莫斯科召开的苏维埃代表大会。大会接受土库曼苏维埃社会主义共和国和乌兹别克苏维埃社会主义共和国加入苏联。

### 第四次代表大会
第四次全苏联苏维埃代表大会是于1927年4月18日至26日在苏联首都莫斯科召开的苏维埃代表大会。大会的议程包括：关于工业状况和前景、农业与国家工业化有关的主要任务、红军状况等的政府报告。大会作出了一系列重要决定，责成政府制定国民经济发展五年计划。

### 第五次代表大会
第五次全苏联苏维埃代表大会是于1929年5月20日至28日在苏联首都莫斯科召开的苏维埃代表大会。代表大会听取和讨论了苏联人民委员会的工作报告，充分批准了政府的政策。大会通过了国民经济发展第一个五年计划，提出了发展农业和农村合作社建设的方针。选举产生了新一届苏联中央执行委员会。

### 第六次代表大会
第六次全苏联苏维埃代表大会是于1931年3月8日至17日在苏联首都莫斯科召开的苏维埃代表大会。大会的议程包括：关于国家和集体农场建设的政府报告、苏联宪法问题等。大会批准了政府的政策并概述了进一步发展工业和农业的措施。塔吉克苏维埃社会主义共和国的成立及其加入苏联均已在宪法上正式确定。

### 第七次代表大会
第七次全苏联苏维埃代表大会是于1935年1月28日至2月6日在苏联首都莫斯科召开的苏维埃代表大会。大会批准了政府的外交和国内政策。通过了关于加强和发展畜牧业的决议。鉴于阶级力量对比的变化和社会主义制度的胜利，大会认识到需要修改《苏联宪法》，以实现进一步民主化。

### 第八次代表大会
第八次全苏联苏维埃代表大会是于1936年11月25日至12月5日在苏联首都莫斯科召开的苏维埃代表大会。大会通过了《1936年苏联宪法》，规定苏联最高国家权力机关是苏联最高苏维埃，由此自我解散。莫洛托夫在会上说：“除了友谊和真正的尊重之外，我们对伟大的德国人民没有其他感情，但法西斯先生们最好被归类为一个民族，一个“更高阶”的“民族”，被称为现代食人族的“民族”。

## 历任负责人
1922年12月30日至1938年1月12日间，苏联苏维埃代表大会由其常设机关——苏联中央执行委员会的负责人所领导，在这期间，苏联中央执行委员会的负责人一直为米哈伊尔·伊万诺维奇·加里宁。